# Berghem väst
Berghem väst är en bebyggelse i Skärstads distrikt i Jönköpings kommun.  Bebyggelsen klassas från 2023  som en småort.